# بوکهمپتون، بارکشر

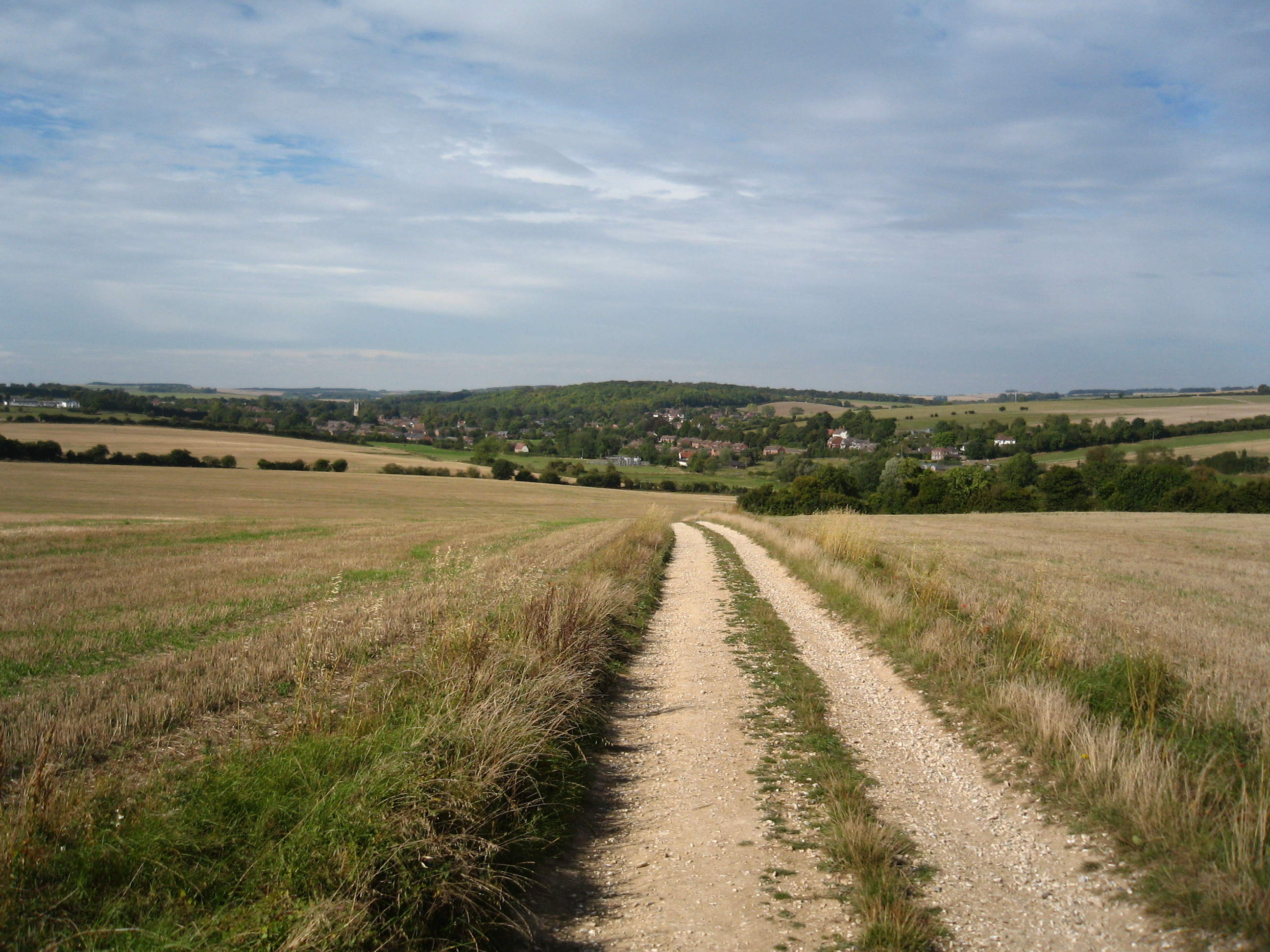
نمایی از روستای بوکهمپتون، بارکشر

بوکهمپتون، بارکشر (انگلیسی: Bockhampton, Berkshire) یک روستای رها شده در بارکشر است که در اواخر قرن ۱۸ شکل گرفت. در جنوب شرقی و در پایین‌دست لمبورن به عنوان لمبورن پایین‌تر شناخته می‌شود، که در مقابل لمبورن بالایی قرار دارد.